# Ferante Colnago
Ferante Antuna Colnago (Spalato, 11 luglio 1907 – Belgrado, 15 maggio 1969) è stato un calciatore jugoslavo, di ruolo difensore.

## Caratteristiche tecniche
Giocò prevalentemente come difensore centrale.

## Carriera

### Club
Iniziò la sua carriera calcistica nelle giovanili dell'Hajduk Spalato con il quale debuttò il 27 maggio 1923 in occasione del match del Splitski podsavez vinto 3-0 contro l'Uskok Spalato. Nello stesso anno passò tra le file del Concordia Zagabria dove rimase fino al 1926. Successivamente giocò nel Soko Belgrado per poi, dopo la brillante prestazione con la propria nazionale a Parigi, passare all'Olympique Marsiglia dove rimase per ben due anni. Appese gli scarpini al chiodo nel 1938 in seguito ad una prolungata esperienza come calciatore del Rapid Bucarest.

### Nazionale
Disputò l'unica presenza con la Jugoslavia il 19 maggio 1929 in occasione dell'amichevole in esterna vinta contro la Francia (1-3).

## Statistiche

### Cronologia presenze e reti in nazionale
| Cronologia completa delle presenze e delle reti in nazionale ― Jugoslavia | Cronologia completa delle presenze e delle reti in nazionale ― Jugoslavia | Cronologia completa delle presenze e delle reti in nazionale ― Jugoslavia | Cronologia completa delle presenze e delle reti in nazionale ― Jugoslavia | Cronologia completa delle presenze e delle reti in nazionale ― Jugoslavia | Cronologia completa delle presenze e delle reti in nazionale ― Jugoslavia | Cronologia completa delle presenze e delle reti in nazionale ― Jugoslavia | Cronologia completa delle presenze e delle reti in nazionale ― Jugoslavia |
| Data                                                                      | Città                                                                     | In casa                                                                   | Risultato                                                                 | Ospiti                                                                    | Competizione                                                              | Reti                                                                      | Note                                                                      |
| ------------------------------------------------------------------------- | ------------------------------------------------------------------------- | ------------------------------------------------------------------------- | ------------------------------------------------------------------------- | ------------------------------------------------------------------------- | ------------------------------------------------------------------------- | ------------------------------------------------------------------------- | ------------------------------------------------------------------------- |
| 19-5-1929                                                                 | Parigi                                                                    | Francia                                                                   | 1 – 3                                                                     | Jugoslavia                                                                | Amichevole                                                                | -                                                                         |                                                                           |
| Totale                                                                    |                                                                           | Presenze                                                                  | 1                                                                         |                                                                           | Reti                                                                      | 0                                                                         |                                                                           |